# Pseudobraunia
Pseudobraunia là một chi rêu trong họ Hedwigiaceae.